# Ostrówek (wyspa)
Ostrówek – wyspa w północno-zachodniej Polsce, w cieśninie Świnie (część Stara Świna). Znajduje się pomiędzy Karsiborską Kępą a wyspą Wolą Kępą. Wyspa nie jest zamieszkana.
Według danych z 2007 r. wyspa obejmowała powierzchnię 8,64 ha.
Administracyjnie należy do miasta Świnoujście. Wyspa wchodzi w obszar otuliny Wolińskiego Parku Narodowego. Jest objęta obszarem specjalnej ochrony ptaków „Delta Świny” oraz obszarem ochrony siedlisk „Wolin i Uznam”.
Do 1945 r. stosowano niemiecką nazwę Kolk-Holm. W 1949 r. ustalono urzędowo polską nazwę Ostrówek.